# Khalid Sheikh Mohammed
Khalid Sheikh Mohammed (arabisk: خالد شيخ محمد; også kendt som Khalid Shaikh Mohammed, Khalid Shaikh Mohammad, og kendt under ikke mindre end 27 pseudonymer), født 1. marts 1964 eller 14. april 1965) er en mand, og fange på Guantanamo-basen, som af USA er sigtet for at have medvirket til og været bagmand bag terrorhandlinger, herunder massemord. Den 14. marts 2007 tilstod han ved en afhøring på Guantanamo-basen, at han var hjernen bag terrorangrebene i USA den 11. september 2001.
Mohammed menes at være født i Kuwait af forældre fra Balochistan-regionen i Pakistan., og nogle af sine unge år tilbragte han i Kuwait. Som 16-årig blev han optaget i Det Muslimske Broderskab, hvorefter han vendte tilbage til Pakistan. I nogle år studerede han i USA. Først et semester ved Chowan College, en lille baptistisk uddannelsesinstitution i Murfreeboro, North Carolina, derefter ved North Carolina Agricultural and Technical State University i Greensboro, hvor han gik sammen med Ramzi Yousefs bror, og hvorfra han fik en eksamen i 1986 som maskiningeniør. Han rejste til Afghanistan i slutningen af 1980'erne, hvor hans brødre kæmpede mod Sovjetunionen, der invaderede Afghanistan i de år. Han mistænkes for at have begyndt på sin anti-amerikanske terrorvirksomhed i de tidlige 1990'ere. 
Ifølge undersøgelsesrapporten om 11. september 2001 er Khalid Sheikh Mohammed tidligere kuwaitisk medlem af den Osama bin Laden-ledede terrororganisation al-Qaeda, og han fungerede som "hovedarkitekt bag angrebene 11. september 2001". Rapporten nævner, at hans animositet mod USA ikke skyldes, at han opholdt sig der som student, men er et resultat af hans voldsomme modstand mod USA's støtte til Israels behandling af palæstinenserne. Han mistænkes også for at have spillet en rolle i mange af de mest markante terrorangreb, der har fundet sted de sidste 20 år, inklusive bombningen af World Trade Center i 1993 – Mohammed er i øvrigt onkel til Ramzi Yousef, der blev dømt for det angreb – Operation Bojinka, et afbrudt angreb på Los Angeles' US Bank-bygning i 2002, bombningen af en natklub på Bali, den mislykkede bombning af American Airlines' passagerfly nr. 63, som skulle have været sprængt i luften over Stillehavet, samt mordet på den amerikanske journalist og israelske statsborger Daniel Pearl. Han blev fanget af den pakistanske efterretningstjeneste 1. marts 2003 i Rawalpindi, Pakistan i samarbejde med CIA. Siden har han været i USA's varetægt.
Indtil sin tilfangetagelse under en razzia i Pakistan i 2003 var han en vigtig figur i al-Qaeda, hvor han kom til at lede gruppens propagandaoperationer omkring 1999. Han blev anklaget for terrorisme ved en domstol i New York i januar 1996 og blev efterfølgende optaget på listen over FBI's 22 mest eftersøgte terrorister. Siden 11. september-angrebene har han været blandt de 10 mest eftersøgte. 
I september 2006 meddelte USA's regering, at Mohammed var blevet flyttet fra et hemmeligt fængsel til Guantanamo-basen.
Den 31. juli 2024 undgik Khalid Sheikh Mohammed en retssag med dødsstraf til gengæld for en dom på livsvarigt fængsel..

## Fodnoter
1. ↑  Blandt andet er han kendt som Ashraf Refaat Nabith Henin, Khalid Adbul Wadood, Salem Ali, Abdul Majid, Abdullah al-Fak'asi al-Ghamdior og Fahd Bin Adballah Bin Khalid.
2. ↑  BBC (16. marts 2007). "Profile: Al-Qaeda 'kingpin'". BBC. Hentet 2007-08-28. 1965 in Kuwait into a family originally from the Pakistani province of Baluchistan, which borders Iran and Afghanistan.
3. ↑  11. september-kommissionsrapporten, specielt afsnittet 5.1 TERRORIST ENTREPRENEURS, siderne 145+
4. ↑  Bush admits to CIA secret prisons, artikel fra BBC News, 7. september 2006
5. ↑  Man accused of plotting the 9/11 attacks, Khalid Sheikh Mohammed, reaches plea deal, artikel fra abc.net.au, 1. august 2024